# 坎農邁恩斯 (密蘇里州)
坎農邁恩斯（英語：Cannon Mines）是位於美國密蘇里州華盛頓縣的非建制地區。

## 歷史
坎農邁恩斯的郵局於1915年設立，其後於1940年停運。

## 地理
坎農邁恩斯所處的海拔為高於海平面243米（即797英呎），而該地所採用的時區為UTC-6，即北美中部時區（CST）。同時該地設有夏令時間，為UTC-6調快一小時，即UTC-5（CDT）。